# Slechtvalk
A Slechtvalk egy holland keresztény black metal együttes.

## Története
Az együttes Shamgar énekes/gitáros szóló projektjeként indult 1997-ben, "Dommer" néven. 2000-es első nagylemeze már a Slechtvalk név alatt jelent meg. A név egy mitológiai madárról származik, továbbá a vándorsólyom holland neve is. Az album pozitív visszajelzéseket kapott, így Shamgar megalapította saját együttesét. Shamgarhoz Fionnghuala szoprán énekes, Ohtar gitáros, Nath basszusgitáros, Grimbold dobos, Sorgier billentyűs és Meallá táncos.
A zenekar második nagylemeze 2002-ben jelent meg. Azóta még három stúdióalbumot adtak ki. 
A 2005-ös albumukat a HM Magazine a "100 legjobb keresztény album" listáján a negyedik helyre sorolta.
A Slechtvalk zenéjére egyszerre jellemző a "keménység" és a dallam. Számos daluk során hallható a billentyűk használata.

## Tagok
- Shamgar - ének, gitár (2000-), basszusgitár, dob, billentyűk (2000-2002)
- Seraph - gitár (2010-)
- Ohtar - ének (2011-), gitár, vokál (2002-2011)
- Premnath - billentyűk (2010-), basszusgitár (2002-2010)
- Dagor - basszusgitár (2011-)
- Hamar - dob (2017-)

## Korábbi tagok
- Hydrith - billentyűk (2005-2007)
- Fionnghuala - szoprán (2002-2010)
- Sorgier - billentyűk (2002-2010)
- Grimbold - dob, vokál (2002-2017)[4]

## Diszkográfia
- Falconry (2000)
- The War That Plagues the Lands (2002)
- At the Dawn of War (2005)
- A Forlorn Throne (2010)
- Where Wandering Shadows and Mists Collide (2016)
- At Death's Gate (2024)

## Egyéb kiadványok
- Chaos and Warfare (Slechtvalk / Kekal split lemez, 2002)
- Upon the Fields of Battle (DVD, 2005)
- Thunder and War (kislemez, 2005)
- An Era of Bloodshed (válogatáslemez, 2009)
- We Are (kislemez, 2016)